# 제러미 조던 (가수)
제러미 조던(Jeremy Jordan, 1973년 9월 19일 ~ )은 미국의 배우이자 가수이다.

## 출연 작품
- 25살의 키스 (1999)
- 센트리 스톰 (1999)
- 폴링 스카이 (1998)
- 지하철 이야기 (1997)
- 어디에도 없는 영화 (1997)
- 줄리안 포 (1997)
- 바이오돔 (1996)
- 누드 걸 (1995)
- 라스베가스를 떠나며 (1995)